# Wurzel-Jesse-Fenster (Confort-Meilars)

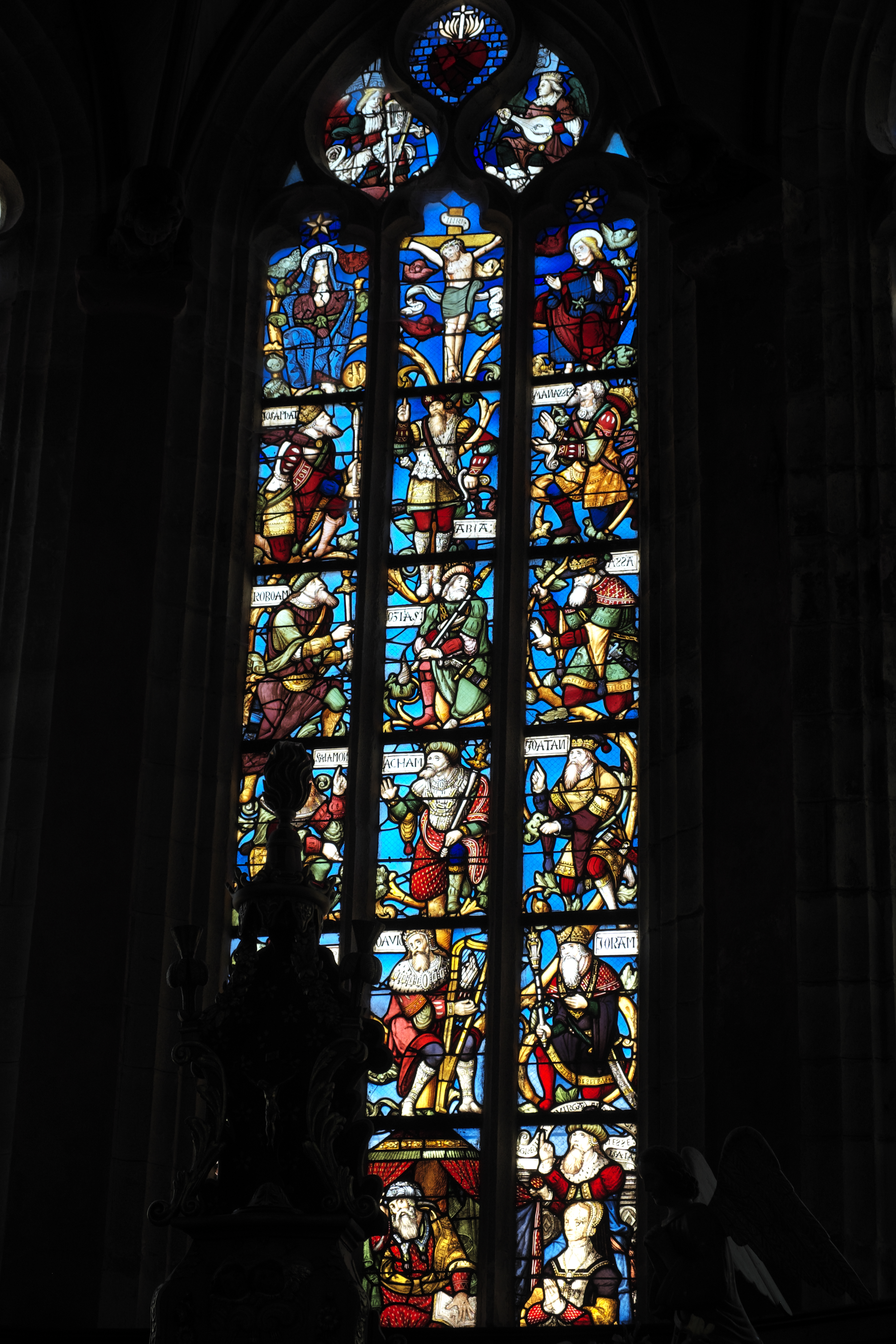
Wurzel-Jesse-Fenster in Confort-Meilars

Das Wurzel-Jesse-Fenster in der katholischen Kirche Notre-Dame in Meilars, einem Gemeindeteil von Confort-Meilars im französischen  im Département Finistère in der Region Bretagne, wurde um 1530 geschaffen. Das fünf Meter hohe und eineinhalb Meter breite Bleiglasfenster wurde 1906 als Monument historique in die Liste der geschützten Objekte (Base Palissy) in Frankreich aufgenommen.
Es zeigt die Wurzel Jesse, ein weit verbreitetes Bildmotiv der christlichen Kunst des Mittelalters und der frühen Neuzeit. Es wird der Stammbaum Christi in Gestalt eines Baumes dargestellt, der aus der Figur Jesses herauswächst. Links unten kniet der Stifter Alain de Rosmadec, daneben ist der Prophet Jeremia dargestellt. Die Frau des Stifters, Jeanne du Chastel, ist symmetrisch davon rechts außen zu sehen, sie wird von dem Propheten Jesaja begleitet. Als oberer Abschluss ist Jesus am Kreuz dargestellt, rechts daneben ist der Apostel Johannes zu sehen. Im Maßwerk sind das Herz Jesu und zwei musizierende Engel dargestellt.
Das Fenster wurde 1994 restauriert und teilweise ergänzt.
Neben dem Wurzel-Jesse-Fenster ist noch das Fenster Kindheit Jesu aus der Zeit der Renaissance in der Kirche erhalten.

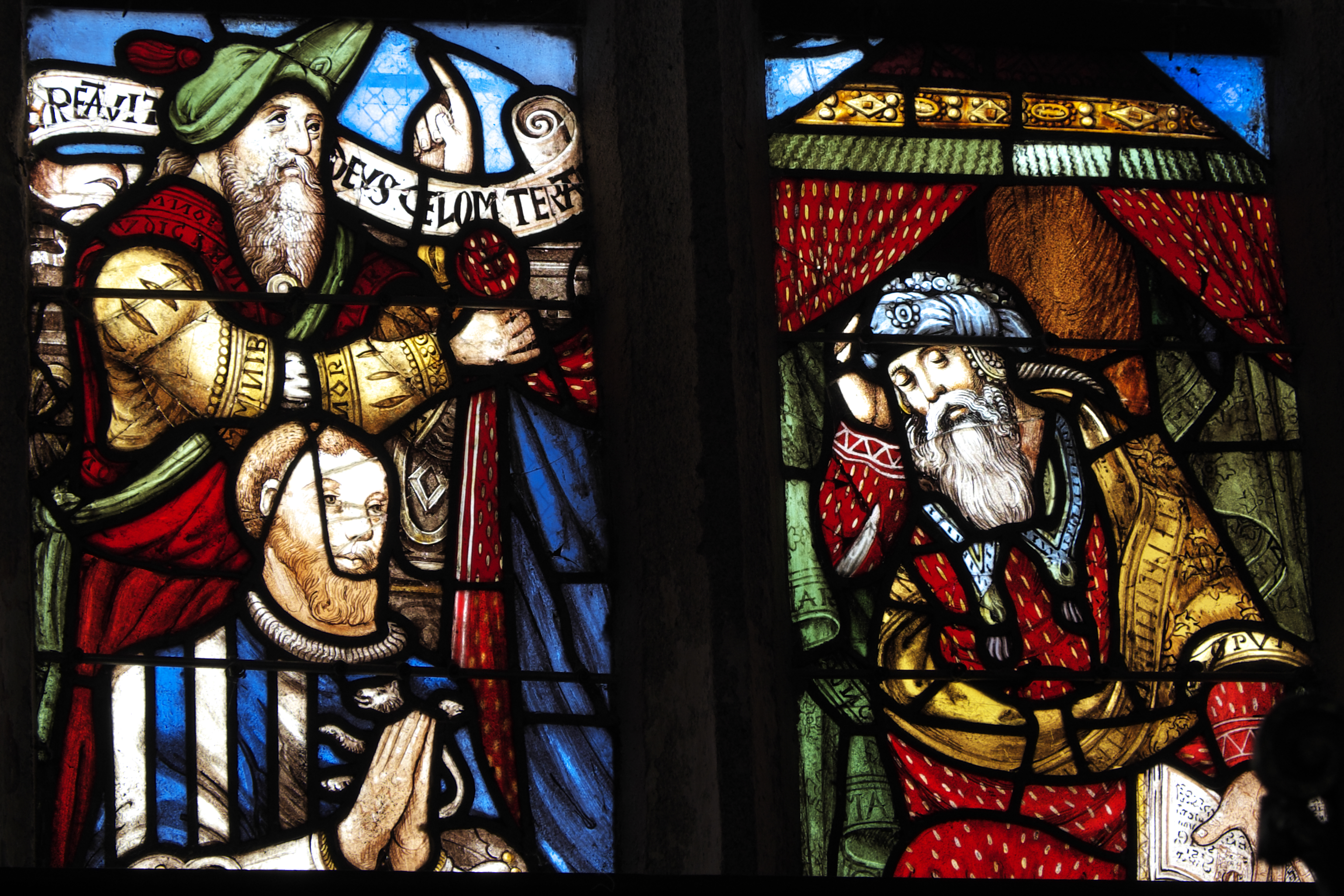
Stifter Alain de Rosmadec, daneben der Prophet Jeremia und rechts Jesse
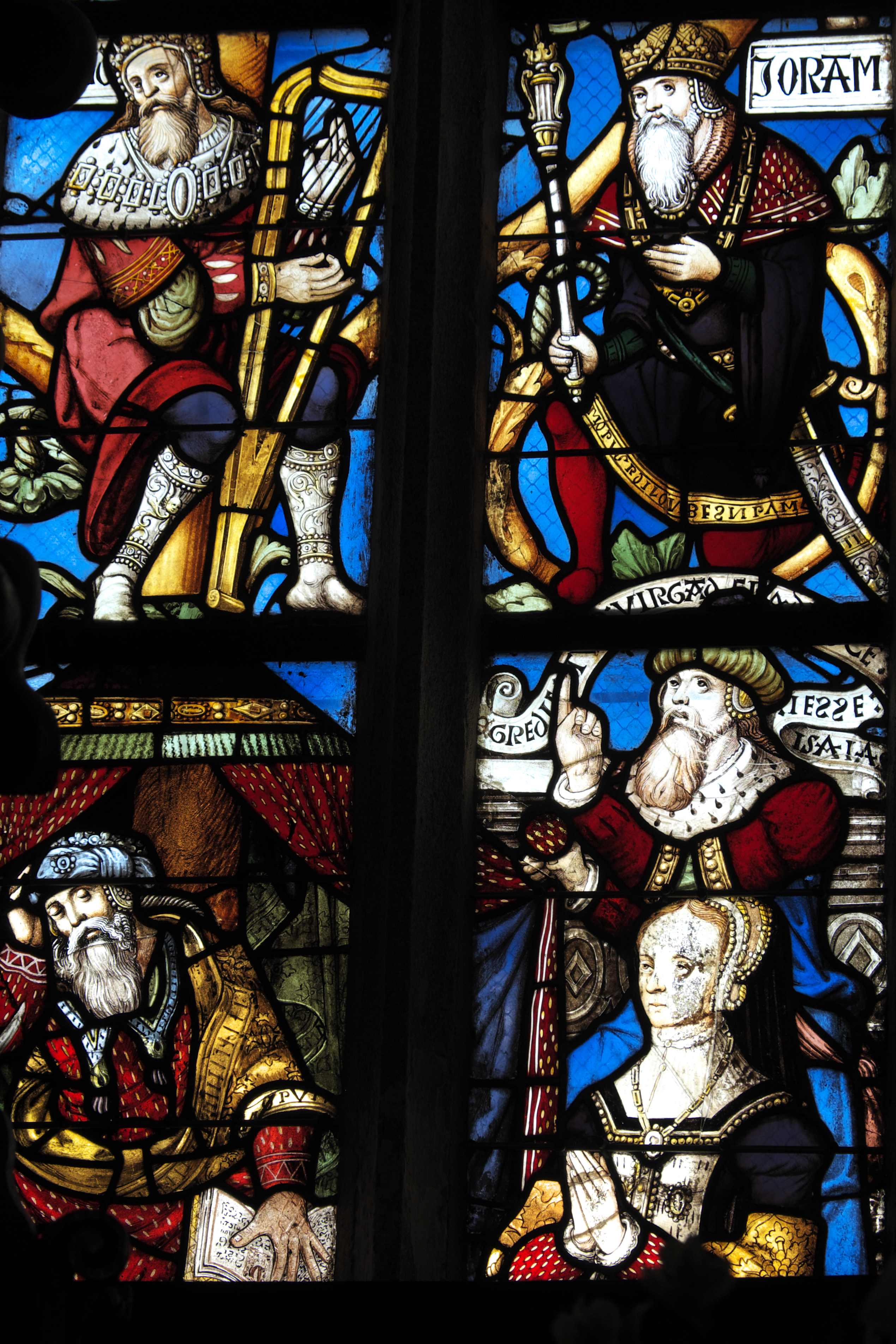
Jeanne du Chastel (rechts unten)